# Altstadt (Halle (Saale))
Die Altstadt ist ein Stadtteil im Stadtbezirk Mitte und der älteste Teil von Halle (Saale) in Sachsen-Anhalt. Er hat 6.023 Einwohner (Stand 2022). und umfasst eine Fläche von 0,63 km².

## Sehenswürdigkeiten (Auswahl)
Die Altstadt stellt den historischen Stadtkern der Großstadt Halle dar. Das Stadtviertel verfügt über einen großen Denkmalbestand aus den verschiedensten Epochen, angefangen von der Zeit der Gotik, über die Renaissance, den Barock, den Klassizismus bis zur Gründerzeit. Ehemals war es von einer Stadtmauer mit Befestigungsanlagen umgeben, die heute zum Teil den Promenadenring bilden.

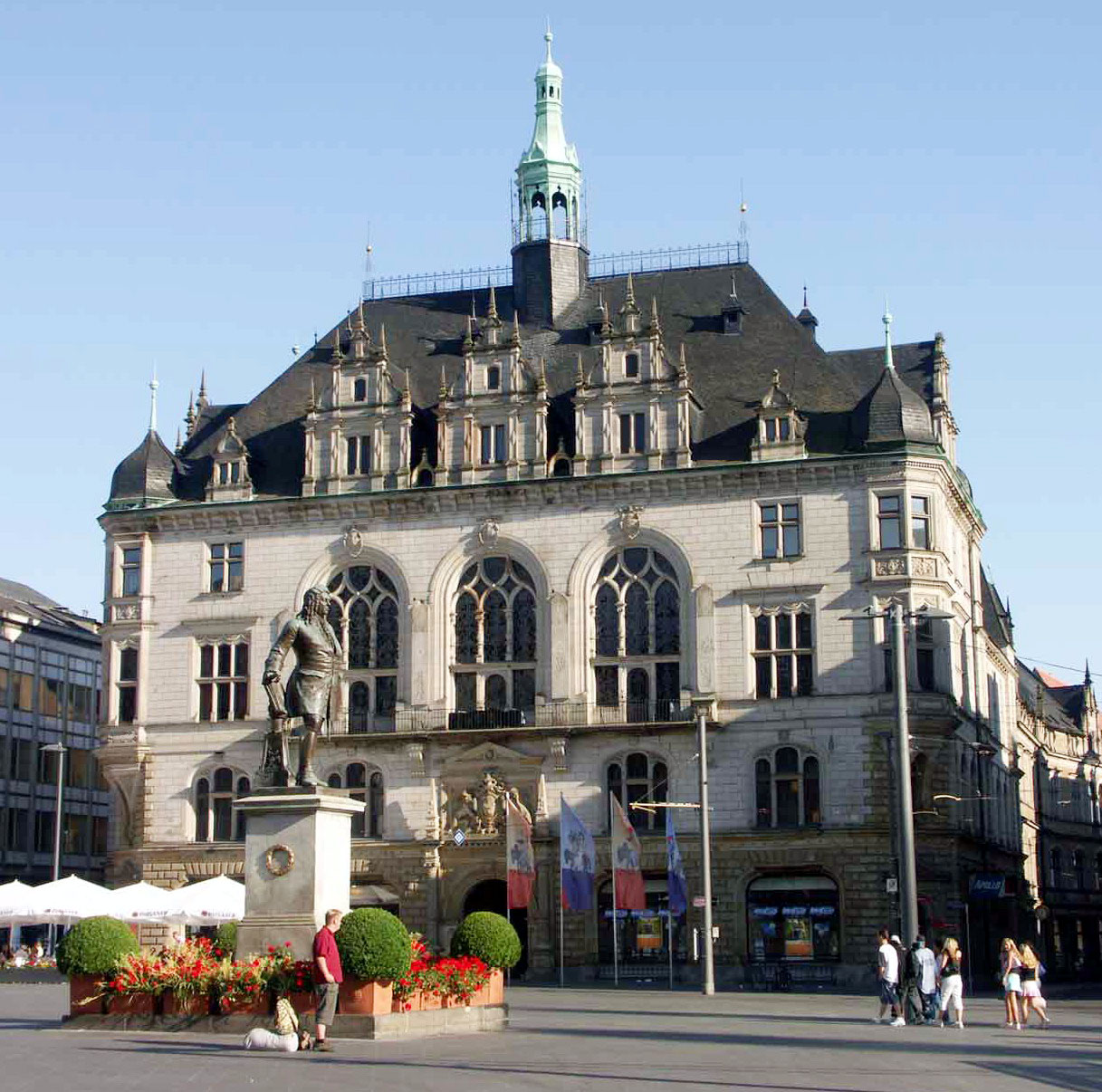
Stadthaus von Halle (Saale) mit dem Händel-Denkmal davor

Die folgenden Sehenswürdigkeiten befinden sich in der Altstadt.
- Roter Turm
- Marktkirche Unser Lieben Frauen
- Hallescher Dom
- Neue Residenz
- Moritzburg
- Eselsbrunnen
- Moritzkirche
- Stadthaus
- Händel-Denkmal
- Konzerthalle St.-Ulrich-Kirche
- Marienbibliothek
- Beatles-Museum
- Hauptcampus der Martin-Luther-Universität Halle-Wittenberg
- Ackerbürgerhof

## Verkehr
Pläne aus der DDR-Zeit, die Altstadt großflächig abzureißen, autogerecht neu zu errichten und mit Schnellstraßen zu umschließen, wurden durch die Wende nach 1989 nicht mehr umgesetzt.

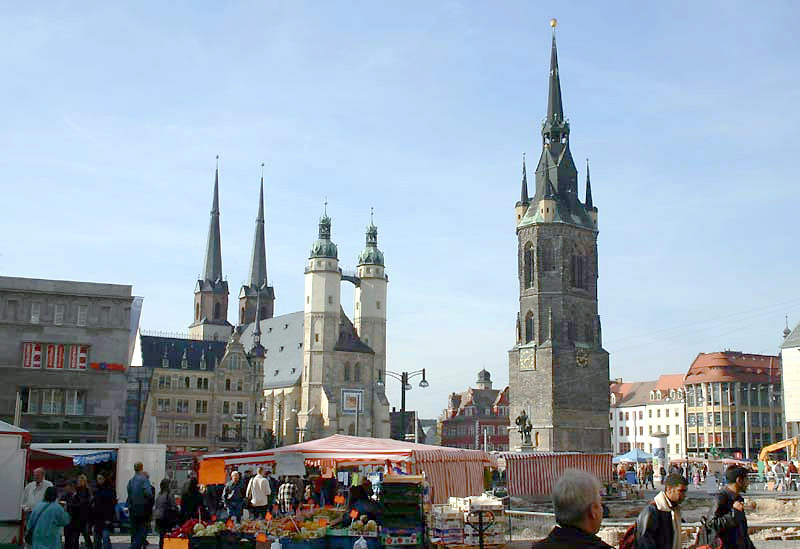
Der Marktplatz ist der zentrale Platz der Altstadt

Die Altstadt wird heute umschlossen von einem entlang der ehemaligen Stadtmauer verlaufenden Nebenstraßenring. Er umfasst das Gebiet zwischen den Straßen Moritzburgring, Robert-Franz-Ring, Hallorenring, Moritzzwinger, Waisenhausring, Hansering, Joliot-Curie-Platz und Universitätsring. Im Süden führt die Bundesstraße 80 als Hochstraße aus DDR-Zeiten an der Altstadt vorbei. Teile der Altstadt sind verkehrsberuhigte Zone oder Fußgängerzone (wie der Marktplatz und die Leipziger Straße).
In der Altstadt verteilt gibt es Plätze als innerstädtische Freiflächen. Darunter sind der heutige Marktplatz, sein südlich gelegener Vorgänger Alter Markt, weiterhin der westlich gelegene der Hallmarkt sowie der Universitätsplatz, der Domplatz und der Joliot-Curie-Platz zu nennen.
Im November 2020 beschloss der Stadtrat ein Konzept für eine weitgehend autofreie Altstadt. Dieses wurde jedoch in einem Bürgerentscheid im Frühsommer 2021 wieder gestoppt.
Der öffentliche Personennahverkehr erschließt die Altstadt durch die Straßenbahnlinien der HAVAG. Diese verbinden den Marktplatz als zentralen Umsteigepunkt der Großstadt mit allen Straßenbahn-Endhaltestellen in der Peripherie. Nachts kreuzen sich am Marktplatz werktags die beiden Nachtbuslinien der Stadt sowie am Wochenende die Nachtlinien der Straßenbahn.
Teile der Altstadt sind tagsüber für Fahrradfahrer gesperrt, wie die Leipziger Straße und weite Teile des Marktplatzes. Durch die Altstadt führen nach der halleschen Radverkehrskonzeption die städtischen Fahrradrouten vom Reileck über die Kleine Ulrichstraße zum Rannischen Platz (und weiter) sowie von Neustadt über den Franckeplatz zum Hauptbahnhof.